# Tremulous
Tremulous és un videojoc d'acció en primera persona i d'estratègia en temps real amb ambientació futurista. És programari lliure i totalment gratuït.
Els jugadors poden escollir a partir de dues races: aliens o éssers humans. Els jugadors d'ambdós equips poden construir en el joc en curs les estructuresm que proporcionen moltes funcions.
L'objectiu total darrere d'aquest és eliminar a l'equip contrari, per a això e barreja un estil de joc d'acció en primera persona, amb alguns elements d'estrategia. Per assolir l'objectiu s'ha de destruir als jugadors contraris i treure la seva capacitat de renéixer destruint les seves estructures.
A mida d'anar matant els rivals es poden comprar noves armes o escurts, en el cas dels humans, o es pot evolucionar a un millor estat en el cas dels aliens.
Hi ha tres nivells, mentre es juga, per equip. Es comença en el nivell 1 i segons el teu equip vagi matant a més rivals li farà falta menys per a pujar de nivell. A cada nivell que pugi el teu equip millorarà d'una manera o altra, segons l'equip on estiguis.

## Aliens

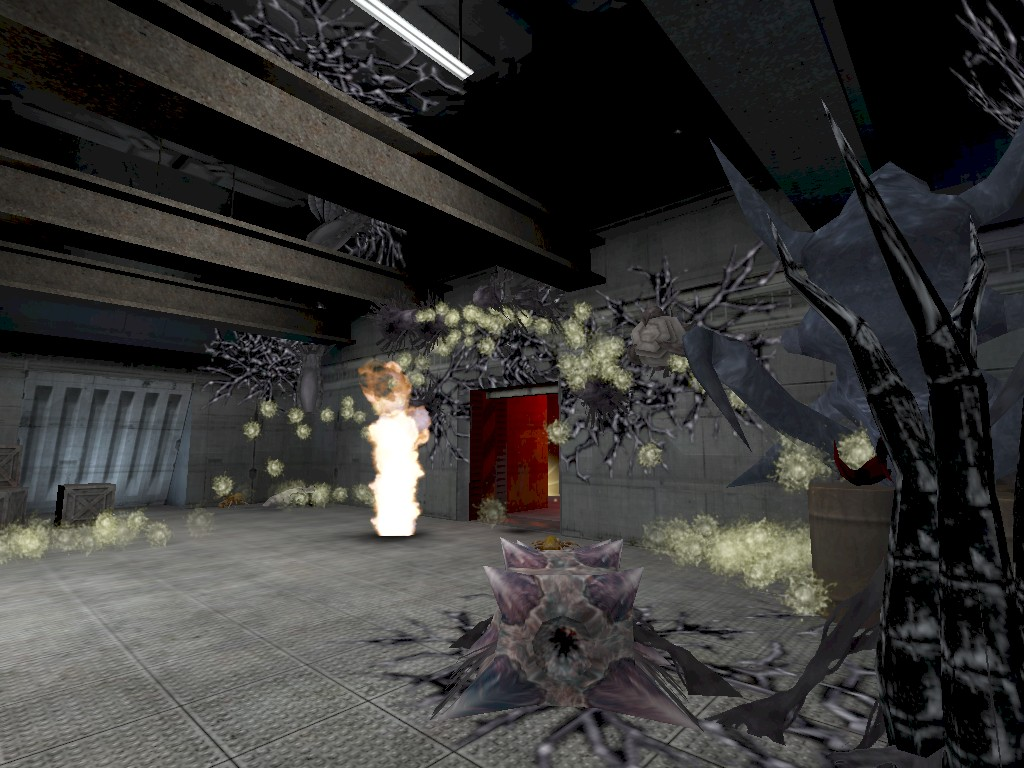
Granada humana esclatant en una base extraterrestre

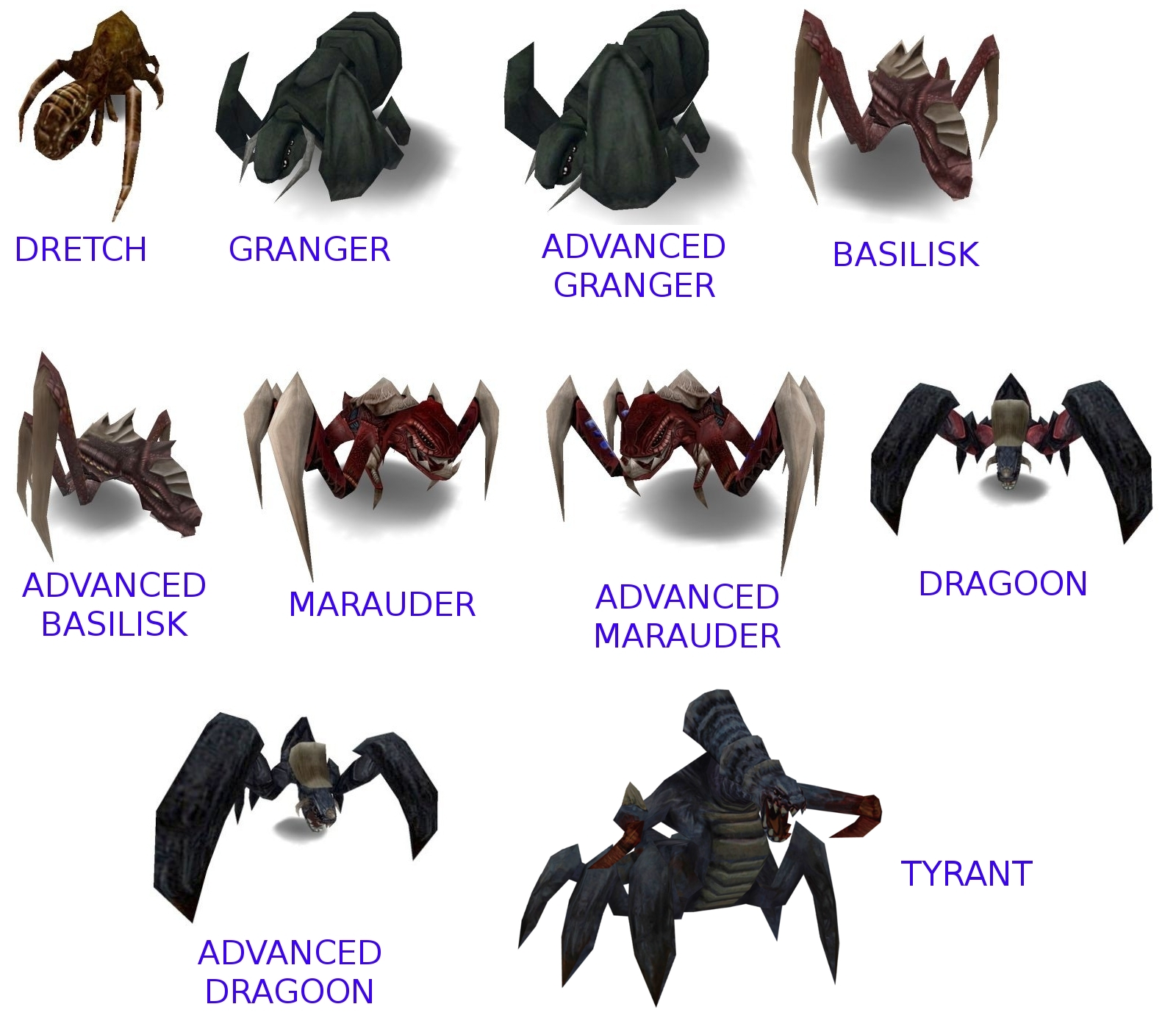
Classes d'estraterrestres

Els aliens com recompensa per la construcció d'estructures i/o cobrar-se la vida d'un desafortunat humà derrocat en la trobada, guanyen punts d'evolució que podran emprar en noves evolucions. Els punts màxims d'evolució acumulats no supera els 9, obligant-los a fer ús d'ells o compartir-los amb la resta de l'equip.
En iniciar el joc o tornar d'una desafortunada mort, el jugador té dues classes d'aliens a la seva elecció: Dretch i Granger.

### Classes
Els aliens poden utilitzar els seus evos per evolucionar en noves criatures. Les evolucions disponibles depenen de l'etapa del joc en què es trobin i de la quantitat d'evos que tenen en reserva. Només es pot evolucionar si l'overmind està construït.
| Nom               | Descripció | Requisits |
| Granger           | El granger té la capacitat de construir estructures alien i deconstruirlas. L'atac primari obre un menú amb les estructures a construir, una vegada seleccionada ens mostrarà en la pantalla la forma de l'estructura en verd si podem col·locar-la en aquest lloc o en vermell si no es pot. Quan l'estructura estigui situada en el lloc adequat es col·loca prement atac primari una altra vegada. Per cancel·lar la selecció n'hi ha prou amb prémer el botó d'atac secundari (clic dret). Després de construir o eliminar una estructura apareixerà un indicador de temps durant el qual no podrà construir ni eliminar estructures. | Etapa 1.  |
| Advanced granger  | Té les mateixes capacitats que el granger amb algunes millores. És més ràpid i és capaç de grimpar per parets i sostres, amb el botó dret del ratolí ataca i amb el botó central escup boles que fan més lents als humans. | Etapa 2.  |
| Dretch            | És la unitat més feble, encara que la més ràpida del joc. Pot grimpar per sostres i parets i ataca simplement tocant a l'enemic. | Etapa 1.  |
| Basilisk          | Ataca prement el botó iquierdo del ratolí i pot bloquejar a un humà quan ho toca impedint que se de la volta per poder defensar-se. És capaç de grimpar per les parets. | Etapa 1.  |
| Advanced basilisk | Té una mica més de vida que el basilísc i un atac secundari que consisteix a llançar un gas verinós. La víctima perd l'equilibri i es balanceja tenint dificultats per disparar mentre perd vida a poc a poc. | Etapa 2.  |
| Marauder          | Té l'habilitat de rebotar en les parets quan salta (mantenint estret el botó de salt) i és una unitat ràpida i esquiva. Ataca prement el botó esquerre del ratolí. | Etapa 1.  |
| Advanced marauder | Aquesta millora del marauder té més vida i salta més alt. Amb el clic dret del ratolí llança descàrregues elèctriques que danyen humans i estructures. | Requisits |
| Dragoon           | El dragoon mossega amb l'atac primari i salta amb l'atac secundari. En prémer el botó secundari del ratolí i sense deixar-ho anar el dragoon s'inclinarà cap enrere i carregarà el salt, com més temps es mantingui més potent serà el salt (fins a un límit). En aquesta posició el dragoon caminarà més a poc a poc. Es pot recarregar el salt mentre s'està en l'aire de manera que en caure el salt torni a estar carregat al màxim i es pugui tornar a utilitzar per fugir més ràpid per exemple. | Requisits |
| Advanced dragoon  | A part de les habilitats del dragoon és més ràpid, els seus salts arriben més lluny i té més vida. Té un tercer atac que consisteix a escopir unes boles. Disposa de tres trets i es van regenerant a poc a poc una vegada gastats. | Etapa 3.  |
| Tyrant            | És la unitat més poderosa del joc i la que més vida té. El seu atac principal pot matar a un humà d'un sol cop o de tres cops si té l'armadura de combat. El seu atac secundari és mantenir el botó dret del ratolí premut mentre camina per iniciar una càrrega que atropella tot quant troba al seu pas provocant dany en humans i estructures. | Etapa 3.  |

### Estructures
| Nom       | Descripció | Requisits |
| Overmind  | L'Overmind és la principal estructura dels alien. Si es destrueix l'Overmind els aliens no podran construir altres estructures ni evolucionar. És capaç de danyar a humans que estiguin a prop i es repara a poc a poc en cas de ser danyat, com totes les estructures alien. | Etapa 1.  |
| Egg (ou)  | D'aquesta estructura neixen els alien cada vegada que moren. Els alien poden néixer en forma de dretch o de granger. | Etapa 1.  |
| Acid tube | És l'estructura de defensa bàsica dels aliens. Llança dolls d'àcid que danyen als humans en un curt radi d'acció. | Etapa 1.  |
| Barricade | Aquesta estructura té gran resistència i protegeix altres estructures dels trets enemics. També serveix per bloquejar el pas als humans i així guanyar temps. | Etapa 1.  |
| Trapper   | Llança unes boles que atrapen als humans que aconsegueixen. El radi d'acció és en línia recta i s'han de posar en sostres o parets. Combinat amb acid tubes són molt efectius.                                                                                                | Etapa 2.  |
| Booster   | En el seu curt radi d'acció fa que els alien regenerin la seva vida més ràpid i dona una càrrega de verí que afegeix dany extra quan l'alien ataca enverinant a l'humà i llevant-li vida a poc a poc.                                                                         | Etapa 2.  |
| Hovel     | Permet als grangers amagar-se dins per protegir-se de l'enemic. Només es permet construir un. | Etapa 3.  |
| Hive      | Allotja milers d'insectes que atacaran i perseguiran a qualsevol humà que entri en la seva ràdio d'acció. | Etapa 3.  |

## Humans

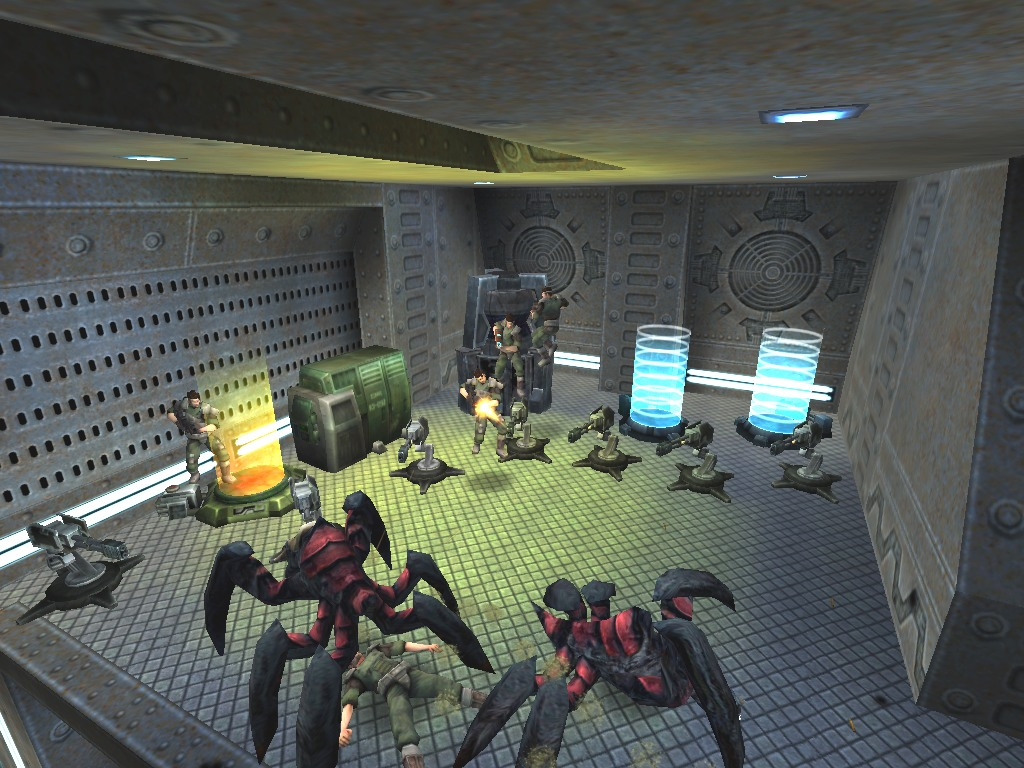
Base humana atacada per dragoons

Els humans aconsegueixen crèdits pel dany infringit als alien quan aquests moren, sent repartits proporcionalment a la quantitat de vida que cada humà li ha llevat a l'alien. El límit de crèdits és 2000.

### Armes
| Nom                        | Descripció | Requisits     |
| Kit de construcció         | Permet construir, desconstruir i reparar les estructures humanes. Després de construir o eliminar una estructura cal esperar un temps (que s'indica en la cantonada inferior esquerra de la pantalla) per poder tornar a usar el kit de construcció. | Etapa 1       |
| Kit de construcció avançat | A partir de l'etapa 2 del joc està disponible en l'armeria i permet construir estructures més avançades. | Etapa 2       |
| Blaster                    | Tots els humans porten aquesta arma que té un atac mínim i munició il·limitada. | Sempre inclòs |
| Rifle                      | És l'arma bàsica amb la qual neixen els humans i té sis recarregues de trenta bales cadascuna. | Etapa 1.      |
| Pain saw                   | És l'única arma de combat cos a cos dels humans, provoca gran dany encara que a costa d'haver d'apropar-se als alien. | Etapa 1.      |
| Shotgun                    | L'escopeta és una arma poderosa amb vuit cartutxos i tres recarregues més de vuit cartutxos també. | Etapa 1.      |
| Les Gun                    | És una arma ràpida i efectiva a llarga distància. Té 200 bales o 300 si es compra el battery pack. | Etapa 1.      |
| Mass Driver                | Té mira telescòpica i és capaç de matar un dretch d'un sol tret. La seva cadència de tret és alguna cosa baixa, però la bala arriba instantàniament al seu objectiu. Disposa de cinc bales o set amb el battery pack i de quatre recarregues. | Etapa 1       |
| Chaingun                   | És una arma molt poderosa amb una velocitat de tret elevadíssima. Té 300 bales i es mou en disparar si un humà la subjecta dempeus. Perquè no es mogui i apuntar bé l'humà ha d'ajupir-se o portar el battlesuit. | 400 crèdits   |
| Premi rifle                | Té una elevada velocitat de tret i és poderosa, però les bales són lentes. Té 50 bales o 75 amb el battery pack, amb 4 recarregues extra. | Etapa 2.      |
| Magrana                    | En llançar-la passen uns segons abans d'explotar provocant un gran dany a tot el que estigui en la seva ràdio d'abast. És ideal deixar-la anar abans de morir per intentar aconseguir a l'atacant. | Etapa 2.      |
| Llançaflames               | És una arma incendiària de curt abast amb 150 bales. Si no s'usa amb cura pot danyar al que ho porta. | Etapa 2.      |
| Lucifer Cannon             | És l'arma més poderosa. Mentre es manté premut el tret es va carregant amb més i més energia que, si no es deixa anar a temps explota dins de l'arma danyant al portador. Llança grans boles d'energia que avancen lentes. És devastador contra estructures i aliens, encara que és complicat aconseguir-los a causa de la lentitud de la bola d'energia, en explotar en el sòl o en l'objectiu danya tot el que està en la seva ràdio d'acció. | Etapa 3.      |

### Millores
| Nom               | Descripció | Requisits |
| Armadura lleugera | Protegeix el tors i les cames. | Etapa 1   |
| Helmet            | Protegeix el cap i dona una visió de rádar que localitza als aliens propers encara que no estiguin en el radi de visió. | Etapa 2   |
| Kit mèdic         | En les estacions mèdiques s'aconsegueix aquest quit que permet guarir la vida progressivament quan s'usa enmig del combat. | Etapa 1   |
| Battery pack      | Permet augmentar la càrrega de munició en les armes d'energia: lucifer cannon, les gun, premi rifle i mass driver. | Etapa 1   |
| Jet pack          | No es pot comprar juntament amb la bateria, amb aquest dispositiu es pot volar per desplaçar-se a terrenys inaccessibles d'una altra forma o anar més ràpid a certs llocs. Només funcionarà si el reactor està en funcionament. | Etapa 2   |
| Battlesuit        | És l'armadura més poderosa, encara que és molt sorollosa. No es pot usar en combinació amb el battery pack, l'armadura lleugera, l'helmet o el jet pack.                                                                        | Etapa 3   |

### Estructures
| Nom                | Descripció | Requisits |
| Reactor            | És l'estructura principal dels humans, sense el reactor no funciona cap altra estructura ni es pot construir una altra que no sigui ell mateix. | Etapa 1   |
| Telenode           | D'aquí neixen els humans. És l'única estructura que contínua funcionant sense el reactor. | Etapa 1   |
| Machine Gun Turret | És la defensa bàsica dels humans. Seguirà a tot alien que entri en la seva ràdio d'acció fins que mori o s'allunyi. | Etapa 1   |
| Tesla Generator    | Aquesta estructura defensiva llançarà un raig elèctric a qualsevol alien que entri en la seva ràdio d'acció. Per al seu funcionament és indispensable que estigui funcionant el "defence computer". | Etapa 3   |
| Armory             | Permet comprar i vendre armes, armadures, munició i la resta d'objectes del joc. És essencial per als humans. | Etapa 1   |
| Defence Computer   | Coordina l'atac de les torretes de defensa evitant que ataquin totes al mateix objectiu. És essencial perquè funcionin les Tesla Generator. En la versió 1.2 no tindrà cap efecte sobre les torretes ni sobre els tesles, i recuperarà 3 punts de salut per segon de les estructures que estiguin en la seva ràdio | Etapa 2   |
| Medistation        | Guareix a les unitats i dona automàticament el Kit mèdic quan ha recuperat tota la vida de l'humà. Només pot guarir-se un humà cada vegada. | Etapa 1   |
| Repetidor          | L'energia del reactor és imprescindible per poder construir, però només arriba a certa distància a la seva al voltant. Els repetidors permeten construir més enllà d'aquest radi per fer bases avançades o estendre la base a un altre lloc.                                                                       | Etapa 2   |

## Llançament
El desenvolupament de Tremulous va començar en el 2000 com una modificació del motor de Quake III Sorra. Aquesta inspirat sobretot en Gloom, que al seu torn és una modificació de Quake II. La versió 1.0.0 va ser llançada l'11 d'agost del 2005.
Gràcies al llançament codi de Quake III sota la llicència GPL, els desenvolupadors van decidir llançar Tremulous 1.1.0 com un joc que ja no necessitava Quake per ser jugat.